# Siirtspor Kulübü
O Siirtspor Kulübü foi um clube de futebol turco sediado na cidade de Siirt, fundado em 1969 e extinto em 2020.
Suas cores oficiais eram o azul e o amarelo. Enquanto atuou profissionalmente, mandou seus jogos no  Siirt Atatürk Stadi, estádio com capacidade máxima para 5 650 espectadores.

## História
Fundado em 1969 com a denominação Siirt YSE, o clube era formado por integrantes da YSE - Yol Su Elektrik (em português, Água-Energia-Rodovias), autarquia federal ligada ao antigo Ministério das Cidades da Turquia responsável pela construção, manutenção e gestão de redes de energia elétrica, abastecimento de água e do sistema rodoviário do país entre as décadas de 1960 e 1980. Com o passar dos anos, o clube alterou sua denominação diversas vezes a medida em que fechava contratos de patrocínio com novos parceiros comerciais. Foi somente em 2002 que o clube passou a denominar-se Siirtspor Kulübü, nome pelo qual ficou conhecido até o encerramento de suas atividades em 2020.
Seu ápice dentro do cenário do futebol turco ocorreu na temporada 2000–01 quando disputou a Primeira Divisão Turca pela primeira vez em sua história. Entretanto, sua participação na divisão máxima do futebol turco foi breve, sendo rebaixado ao final dessa mesma temporada ao terminar a competição na 16ª colocação entre 18 equipes.
A partir desse rebaixamento, o Siirtspor passou a enfrentar uma séria crise financeira ocasionada pelo elevado investimento no plantel para a disputa da 1. Lig que não provou-se acertada e que piorou após a falência de seu principal patrocinador, acarretando no rebaixamento do clube para a TFF 2. Lig ao final da temporada 2001–02.
Na Terceira Divisão Turca, o clube permaneceu por 5 temporadas, alternando entre campanhas medianas e ruins até ser rebaixado para a TFF 3. Lig ao final da temporada 2006–07. Já na Quarta Divisão Turca, o Siirtspor permaneceu por um período ligeiramente maior, disputando ao todo 7 temporadas até ser forçado pela Federação Turca de Futebol a abandonar a competição durante a temporada 2013–14 por não conseguir mais arcar com as despesas básicas de deslocamento e hospedagem de seus atletas para os jogos oficiais realizados fora de casa contra as demais equipes do campeonato.
Com seu afastamento das divisões profissionais do futebol turco, o clube mudou sua razão social e passou a ser uma associação civil controlada pelos sócios-torcedores. Em seus últimos anos, alternou participações entre as Ligas Regionais Amadoras e a divisão distrital de Siirt até 2020 quando a diretoria do Siirtspor decretou o encerramento definitivo de suas atividades após sua situação de insolvência fiscal ter sido declarada pela justiça desportiva local, não havendo mais o interesse tanto de potenciais patrocinadores quanto dos próprios sócios-torcedores em manter a existência institucional do clube.

## Títulos
- Terceira Divisão Turca (2): 1984–85 e 1998–99

### Campanha de destaque
- Vice-campeão da Segunda Divisão Turca (1): 1999–00